# 13358 Revelle
13358 Revelle (1998 TA34) là một tiểu hành tinh vành đai chính được phát hiện ngày 14 tháng 10 năm 1998, bởi LONEOS ở trạm Anderson Mesa. Tiểu hành tinh được gọi là 13358 Revelle để vinh danh Douglas ReVelle.